# Vietnã nos Jogos Olímpicos de Verão de 2000
O Vietnã participou dos Jogos Olímpicos de Verão de 2000 em Sydney, Austrália.

## Medalhas

### Prata
- Taekwondo - Tran Hieu Ngan (57kg feminino)